# Josef Posipal
Josef Posipal (født 20. juni 1927, død 21. februar 1997) var en rumænsk-født tysk fodboldspiller, der som forsvarsspiller på det vesttyske landshold var med til at vinde guld ved VM i 1954 i Schweiz, efter den sensationelle 3-2 sejr i finalen over storfavoritterne fra Ungarn. Han spillede fem af tyskernes seks kampe i turneringen. I alt nåede han, mellem 1951 og 1956 at spille 32 landskampe og score ét mål.
Posipal var på klubplan primært tilknyttet Hamburger SV, hvor han spillede i ni sæsoner. Han blev 69 år gammel